# Tympanogaster serrata
Tympanogaster serrata är en skalbaggsart som beskrevs av Perkins 2006. Tympanogaster serrata ingår i släktet Tympanogaster och familjen vattenbrynsbaggar. Inga underarter finns listade i Catalogue of Life.